# Birgitte (księżna Gloucester)
Brygida, księżna Gloucester z domu van Deurs (Birgitte Eva van Deurs, ur. 20 czerwca 1947 w Odense) - księżna Zjednoczonego Królestwa z dynastii Windsorów, księżna Gloucester (od 1974), żona Ryszarda, księcia Gloucester.

## Życiorys
Brygida urodziła się w Odense jako dziecko Asgera Henriksena i Vivian van Deurs.
Ukończyła studia na Uniwersytecie Cambridge na kierunku języków obcych, a następnie studia w Kopenhadze w zakresie nauk komercjalnych i ekonomicznych.
W 1972 poślubiła księcia Ryszarda z Gloucester, z którym ma troje dzieci: Aleksandra, hrabiego Ulster (ur. 1974), lady Davinę Windsor (ur. 1977) i lady Rose Gilman (ur. 1980).
Sześć tygodni po ślubie tragicznie zginął brat jej męża i książę Ryszard został dziedzicem tytułu księcia Gloucester, który otrzymał w 1974.
Księżna zaangażowana jest w działalność publiczną i charytatywną. Reprezentuje monarchę w oficjalnych wystąpieniach i patronuje wybranym organizacjom. 
Mieszka w Barnwell Manor w Barnwell.

## Powiązania rodzinne i edukacja
Jej rodzicami byli prawnik Aspen Preben Wissing Henriksen i Vivian van Deurs. Kształciła się w Odense, następnie w Lozannie (Szwajcaria) i w Cambridge. Na studiach w Cambridge poznała swojego przyszłego męża. Kontynuowała studia z ekonomii i handlu w Kopenhadze; w 1971 podjęła pracę w ambasadzie Danii w Londynie.

## Życie prywatne
Brygida poznała księcia Ryszarda z Gloucester, członka brytyjskiej rodziny królewskiej, podczas studiów na Uniwersytecie Cambridge. Książę był synem Henryka, księcia Gloucester i jego żony, Alicji, brytyjskiej arystokratki.
Ich zaręczyny ogłoszono w lutym 1972. Para zawarła związek małżeński w kościele anglikańskim 8 lipca 1972 w kościele Świętego Andrzeja w Barnwell w Northamptonshire. Na życzenie narzeczonych ceremonia miała charakter prywatny, nie była transmitowana w telewizji, a wśród gości zabrakło królowej. Brygida otrzymała tytuł Jej Królewskiej Wysokości Księżnej Ryszard z Gloucester.
Siedem tygodni później starszy brat księcia Ryszarda, książę Wilhelm, zginął w wypadku lotniczym. Książę Ryszard został pierwszą osobą w kolejności do odziedziczenia tytułu ojca, księcia Gloucester. Po śmierci teścia w 1974 Brygida otrzymała tytuł Księżnej Gloucester.
24 października 1974 w St. Mary's Hospital w Londynie urodziło się pierwsze dziecko pary, syn Alexander Patrick Gregers Richard, hrabia Ulster i osoba dziedzicząca po księciu Ryszardzie tytuł księcia Gloucester.
Pierwsza córka pary książęcej, lady Davina Windsor, przyszła na świat w 1977.
11 marca 1980 ogłoszono, że trzecie dziecko będzie nosić imiona Rose Victoria Birgitte Louise i tytuł lady Windsor.
We wrześniu 2019 para książęca wyprowadziła się ze swojego apartamentu w Pałacu Kensington w Londynie (w którym mieszkali od 1972) i przenieśli się do Barnwell Manor w Barnwell. W grudniu wyprzedzali część z kolekcji przedmiotów, należących głównie do rodziców księcia.

## Członkini rodziny królewskiej

### Działalność w Wielkiej Brytanii
W sierpniu 2011 razem z mężem oficjalnie podziękowali strażakom, którzy walczyli z pożarami w Gloucestershire.
W maju 2012 otworzyła w Dumfries ośrodek zdrowia psychicznego.
W lipcu 2019 towarzyszyła królowej Elżbiecie II w czasie wizyty w Royal Papworth Hospital w Cambridge, którego jest patronem.
Księżna interesuje się tenisem, jest honorowym prezydentem The Lawn Tennis Association i regularnie zasiada na widowni w czasie turniejów tenisowych, zarówno w Wielkiej Brytanii, jak i poza granicami kraju.

### Oficjalne wizyty zagraniczne
W lipcu 1989 była gościem oficjalnego bankietu z okazji przybycia do Londynu pierwszego prezydenta Zjednoczonych Emiratów Arabskich.
W lipcu 1998 para królewska została przyjęta przez cesarza i cesarzową Japonii w Pałacu Cesarskim w Tokio.
W grudniu 2007 razem z mężem odbywała wizytę dyplomatyczną do Jerozolimy.
W marcu 2009 uczestniczyła w oficjalnym bankiecie z okazji wizyty w Londynie prezydenta Meksyku.
19 marca 2013 para książęca uczestniczyła we mszy inaugurującej pontyfikat papieża Franciszka w Watykanie.
W lutym 2017 wypełniała oficjalne obowiązki w Kanadzie.
W czerwcu 2019 brała udział w dyplomatycznej wizycie prezydenta Stanów Zjednoczonych do Wielkiej Brytanii.
Księżna Gloucester pełni także liczne honorowe funkcje wojskowe, jest m.in. dowódcą Korpusu Dentystycznego Armii Królewskiej oraz dowódcą Korpusów Edukacyjnych Królewskich Armii Australii i Nowej Zelandii. W 1989 została odznaczona Krzyżem Wielkim Orderu Królowej Wiktorii, w 1974 tytułem damy Zakonu Św. Jana.
W ramach obowiązków reprezentacyjnych wielokrotnie towarzyszyła mężowi w podróżach zagranicznych, m.in. do Norwegii, Nepalu, Hongkongu, Portugalii, Belgii, Luksemburga i wielu innych krajów. Odbywa także podróże niezależne od męża, m.in. dotyczące organizacji, którym patronuje; odwiedzała oddziały, których jest honorowym dowódcą na Cyprze i w Niemczech.

### Związki z innymi rodzinami królewskimi
Reprezentowała dwór brytyjski w czasie uroczystości pogrzebowych Taufaʻahau Tupou IV, króla Tonga (Auckland, 2006) i Jana, wielkiego księcia Luksemburga (Luksemburg, 2019).

### Patronaty
Księżna Gloucester jest patronem lub prezydentem przynajmniej 75 organizacji. Poniżej przedstawiono wybrane z nich:
- Cancer Research UK - jest współprezydentem;
- HMS Ardent Association - patronuje od 1975[18];
- Missing People - pełni funkcję królewskiego patrona[19];
- Parkinson's UK - księżna patronuje organizacji od 1996[20];
- The Lawn Tennis Association - księżna jest honorowym prezydentem;
- The Lullaby Trust - pełni funkcję patrona[21];
- Royal Academy of Music - jest prezydentem[22].

## Genealogia

### Potomkowie
| Dzieci                           | Wnuki                       |
| Alexander, hrabia Ulster (1974–) | Xan, lord Culloden (2007-)  |
| Alexander, hrabia Ulster (1974–) | lady Cosima Windsor (2010-) |
| lady Davina Windsor (1977-)      | Senna Lewis (2010-)         |
| lady Davina Windsor (1977-)      | Tāne Lewis (2012-)          |
| lady Rose Gilman (1980-)         | Lyla Gilman (2010-)         |
| lady Rose Gilman (1980-)         | Rufus Gilman (2012-)        |